# Swingman

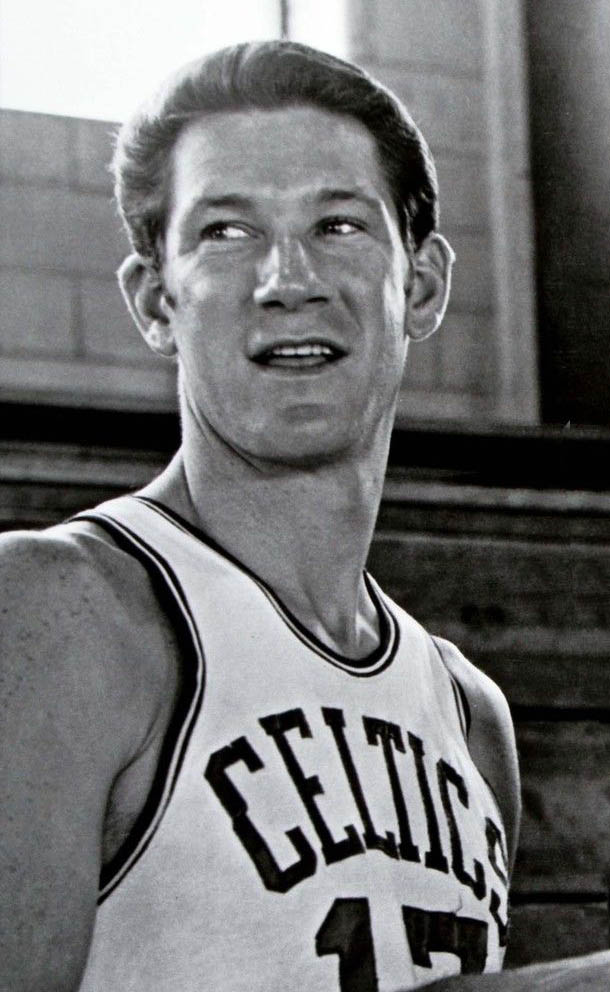
John Havlicek, arrière-ailier des Celtics de Boston de 1962 à 1978, fut le premier joueur à être qualifié de swingman.

En sport, un swingman est un athlète capable de jouer à plusieurs postes.
Le terme est notamment utilisé en basket-ball, et dans une moindre mesure au hockey sur glace et au baseball. 

## Basket-ball
Au basket-ball, le terme de « swingman » désigne un joueur qui peut jouer à la fois arrière (2) et ailier (3), et parfois changer de poste en plein match. Les swingmen mesurent généralement entre 1,96 m et 2,06 m, et doivent disposer d'une grande polyvalence de jeu : des qualités de passeur et de dribbleur, un tir fiable et des capacités défensives. Les termes d'arrière-ailier ou d'ailier shooteur sont également parfois employés.
Le terme a d'abord été appliqué à John Havlicek. Parmi les swingmen actuels figurent notamment : Jimmy Butler, Andrew Wiggins, Gordon Hayward, Andre Iguodala, Paul George, Danny Green, Kyle Korver, Justise Winslow, , Nicolas Batum, Terrence Ross, Nick Young, Tyreke Evans, Lance Stephenson, Evan Turner, C. J. Miles, Arron Afflalo, Corey Brewer, Jonathon Simmons et Jaylen Brown.
Certains joueurs retraités comme Michael Jordan,  Clyde Drexler, George Gervin, Paul Pierce, Vince Carter et son cousin Tracy McGrady, ou enfin Joe Johnson étaient parfois considérés comme des swingmen.

## Hockey sur glace
En hockey sur glace, un swingman est un joueur qui peut évoluer tant en attaque qu'en défense, comme Brent Burns des Sharks de San José.

## Baseball
Au baseball, un swingman est un lanceur qui peut fonctionner soit comme un lanceur de relève ou un lanceur partant.

## Football australien
Le terme est également utilisé dans le football australien, le plus souvent pour décrire un joueur qui peut jouer à la fois en attaque et en défense